# Иньоню (стадион)
Стадион „Иньоню“ е бивш футболен стадион в Истанбул, дом на клуба „Бешикташ“.
Преди това е използван от другите 2 гранда на турския футбол – „Галатасарай“ и „Фенербахче“. Съоръжението се намира в квартал Бешикташ, точно на брега на Босфора, в непосредствена близост до двореца Долмабахче.
През 2013 година стадионът е разрушен, за да бъде изграден наново, този път под името „Водафон Арена“, като от него е оставена само стената на трибуната „Ески Ачък“ и историческите кули.

## Структура
Стадион „Иньоню“ е с капацитет 32145 места, които са разпределени по следния начин: трибуна Капалъ, която е разположена зад резервните скамейки на отборите и има 5881 седалки, като тя се счита за „сърцето“ на съоръжението, тъй като на нея се събират най-фанатичните привърженици на Бешикташ; трибуна Нумаралъ, която е срещу Капалъ е капацитет 5237 места; южната трибуна зад вратата е Ески Ачък, с капацитет 7962 места, като има от двете си страни високи кули; северната трибуна Йени Ачък е с 13065 места. Преди да се монтират седалките на стадиона, той е бил с капацитет 39000 места.
От високите места на северната трибуна се виждат някои от най-големите забележителности на Истанбул, а именно двореца Долмабахче, Босфора, часовниковата кула Долмабахче и едноименната джамия, а също така и кулата на Девицата. Това е единственият стадион в света, от който може да се видят два континента, а именно Европа и Азия, тъй като се намира на брега на протока Босфора.

## История на съоръжението
Проектът на стадион „Иньоню“ е дело на италианския архитекст Паоло Виети-Виоли, който работи заедно с колегите си от Турция Шинаси Шахингирай и Фазъл Айсу. Стадионът е изграден на мястото на бившите конюшни на двореца Долмабахче, като първият камък е поставен на 19 май 1939 година. Строителните работи са били прекъснати по време на Втората световна война, като са подновени след прекратяването ѝ. Съоръжението е открито на 19 май 1947 година от Мустафа Исмет Иньоню, вторият президент на Турция и фен на Бешикташ, и от губернатора на Истанбул, Люфти Кърдар. Първоначалният капацитет на стадиона, който в началото се нарича стадион „Долмабахче“, е 16000 места.
В първоначалния план на проекта е трябвало да има 2 огромни бронзови статуи на спортисти на трибуната Ески Ачък – единият е копиехвърляч, а другия дискохвърляч. Те обаче отпадат от проекта, поради недостига на финансови средства. През 1950 година е разрушена фабриката за зехтин от западната страна на стадион „Иньоню“, за да бъде изградена трибуната Йени Ачък, която означава Новата непокрита трибуна. Ески Ачък е другата непокрита трибуна, и точно това е нейното значение – Старата непокрита трибуна, а останалите две – Капалъ и Нумаралъ са с козирки. През 2004 година, тази нова трибуна също се сдобива с покривна конструкция. Това съоръжение е използвано дълги години не само от Бешикташ, но и от Галатасарай, чийто стар стадион „Али Сами Йен“ е завършен през 1964 година (след което тима се мести на Тюрк Телеком Арена и от Фенербахче, чийто стадион „Шюкрю Сараджоглу“ е реновиран през 1982 година.
Първият мач на новото съоръжение е на 27 ноември 1947 година, между отборите на Бешикташ и АИК Стокхолм (Швеция), а първи гол в една от двете врати успява да отбележи Сюлейман Себа. Домакините печелят срещата с 3-2.
През 1952 година, стадиона е преименуван на „Митхат Паша“, а през 1973 година придобива името „Иньоню“. През 1998 година е подписан договор между ФК Бешикташ и Министерството на младежта и спорта за ползване на стадиона за следващите 49 години.
Обновяването на съоръжението започва през 2004 година, като пистата от тартан е премахната и нивото на терена е понижено с 4 метра, за да може да се увеличи капацитета на седящите места до 32145. Боксовете за журналистите са преместени в трибуна Нумаралъ от Капалъ, а трибуната Йени Ачък е покрита с метална конструкция, като всичко това се прави, за да отговори стадиона на стандартите на УЕФА.

## Проект за новия стадион
Благодарение на уникалното си местоположение и статута му на „исторически паметник“ защитен от Върховния съвет по паметниците на Турция, проектът за събарянето на стария стадион и изграждането на нов на негово място е отлаган на няколко пъти. Така, през 2013 година административните пречки са премахнати и президентът на клуба Фикрет Орман съобщава, че новия стадион ще бъде с капацитет 41903 места, ще разполага със 143 луксозни ложи и една, която ще се нарича „1903“ и ще е с капацитет 636 зрители – тя ще е за хората, дали най-много на клуба. Новият стадион, който ще носи името Водафон Арена ще разполага и с 2123 квадратни метра закрити ресторанти и 2520 квадратни метра тераси с открити ресторанти с изглед към Босфора, а също така и VIP паркинг с 600 места. Съоръжението трябва да отвори врати през 2016 година и проектът е на стойност 80 милиона долара. Единствено, от стария стадион са оставени външната стена на трибуната Ески Ачък и нейните 2 кули, тъй като са исторически паметници и не подлежат на събаряне, като самите седалки на тази трибуна ще са подредени като античен амфитеатър. Новият стадион ще бъде в хармония с природата и историческия пейзаж на Босфора и ще се вижда от самия пролив.